# Langer Marsch (Diné)

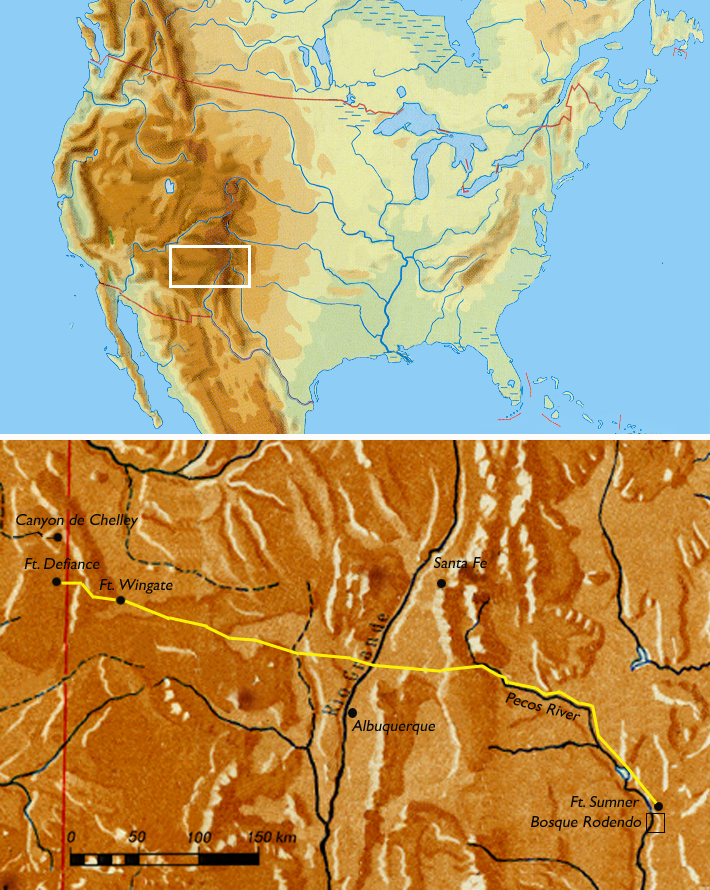
Streckenverlauf des Langen Marschs (gelb)

Der Lange Marsch (engl. The Long Walk) bezeichnet den Weg der Diné oder Navaho, eines Indianervolks im Südwesten der Vereinigten Staaten, den sie zwischen dem Winter 1864 und 1866 in 53 Marschgruppen bei ihrer Zwangsumsiedlung zurücklegen mussten. Die Strecke führte von ihrer Heimat im Nordosten Arizonas nach Bosque Redondo (span. rundes Wäldchen) im Osten New Mexicos.

## Vorgeschichte
Die mit den Apachen verwandten Diné hatten von den Pueblo-Indianern und den Spaniern die Grundzüge des Ackerbaus und der Schafzucht erlernt. Als sie in den Jahren 1861 und 1862 hörten, dass sich die Weißen im Amerikanischen Bürgerkrieg zerfleischten, gaben sie ihre friedliche Lebensweise auf und begannen, amerikanische und mexikanische Siedlungen zu überfallen und zu plündern, wie es ihnen die Apachen vormachten.
Die Regierung in Washington beschloss, den Konflikt mit militärischen Mitteln zu lösen. Truppen sollten die Indianer aus ihren Wohngebiet im Nordosten Arizonas und Nordwesten New Mexicos nach Osten in ein Reservat am Pecos River namens Bosque Redondo eskortieren. Dort befand sich ein Militärposten in Fort Sumner, und es war auch bereits eine Gruppe aufständischer Mescalero-Apachen angesiedelt worden.

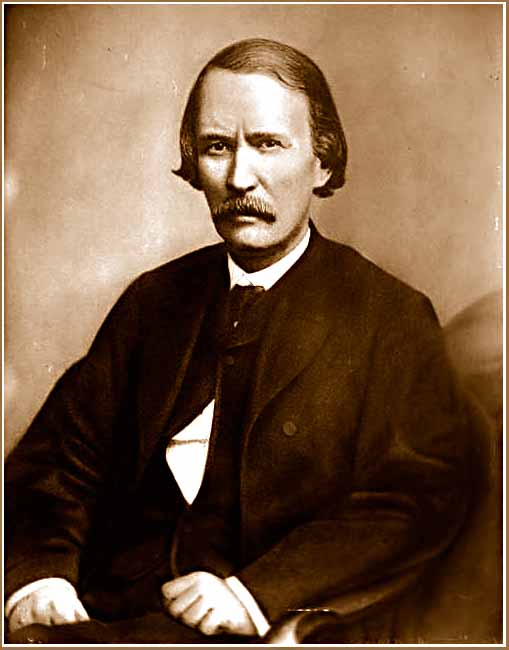
Kit Carson

Eine Schlüsselrolle bei dieser Aktion spielte Christopher Carson, genannt Kit Carson, einer der bekanntesten Fährtensucher, Jäger und Händler im amerikanischen Westen, der gerade bei der US-Armee als Oberst (engl. Colonel) diente. Sein Vorgesetzter war der Oberbefehlshaber in New Mexico, Brigadegeneral James Henry Carleton. Carson stellte ein Freiwilligen-Regiment aus erfahrenen Trappern und Scouts auf, die von einigen Ute-, Zuñi- und Apachen-Spähern (engl. Scout) unterstützt wurden.
General Carleton erließ am 23. Juni 1863 ein Ultimatum, nach dem sich die Diné bis zum 27. Juli freiwillig stellen sollten, um nach Bosque Redondo umgesiedelt zu werden. Nach diesem Datum werde die Armee jeden aufgegriffenen Diné als feindlichen Indianer betrachten und ihn dementsprechend behandeln. Die meisten der weit verstreut lebenden Diné hörten nie etwas von diesem Ultimatum, und General Carleton machte keinen Versuch, sie aufzuspüren. Stattdessen gab er an Kit Carson den Befehl aus, die wirtschaftlichen Grundlagen der Diné zu zerstören.
Nur etwa 600 Diné waren bis Ende Juli dem Aufruf gefolgt und Kit Carson zog danach mit seiner 730 Mann starken Truppe in das Land der Diné. Er hatte den Auftrag, sämtliche Obstgärten, Maisfelder, Nahrungsmittelvorräte, Hogans und Wasserlöcher zu vernichten, die Viehherden zu beschlagnahmen und männliche Diné, die Widerstand leisteten, zu töten. Um dem Wüten der Soldaten und der mit ihnen verbündeten Indianer-Scouts zu entgehen, floh ein Teil der Diné zu benachbarten Stämmen, den Jemez und Westlichen Apachen. Die übrigen Diné unter den Häuptlingen Barboncito und Delgadito zogen sich in das für uneinnehmbar geltende Canyon de Chelly zurück.
Am 14. Januar 1864 griff Carson das Versteck der Diné im Canyon de Chelly an. Der riesige Canyon ist auch heute noch heiliges Gebiet der Diné und war zu dieser Zeit zwar von Armeescouts erkundet, doch für Weiße größtenteils unbekanntes Terrain. Carson besetzte den Eingang auf der Westseite, während eine andere Abteilung vom östlichen Ende her vorrücken sollte. Die Diné waren nun zwischen zwei feindlichen Abteilungen eingeschlossen und gaben auf. Hunger und Kälte hatten sie zermürbt und am Ende hatten sie nicht mehr gewagt, Lagerfeuer zu entzünden, um ihre Stellung nicht zu verraten.

## Der Lange Marsch
Im Frühjahr 1864 sammelte sich nach und nach die Mehrzahl der Diné bei Fort Canby, dem früheren Fort Defiance, und bei Fort Wingate und bis zum Sommer wuchs die Zahl auf 8000 Stammesmitglieder. Die Zwangsumsiedlung erfolgte in mehreren Konvois. Im März 1864 begann der bei den Diné als Langer Marsch bekannte 480 Kilometer lange Weg nach Südosten mit dem ersten Konvoi. Zunächst ging es durch die Tunicha Mountains, durch unwegsames Gebiet zum Rio Grande, über den Fluss und von dort aus wieder nach Südosten bis nach Fort Sumner am Pecos River. Die US-Armee eskortierte den Konvoi und stellte einige Ochsenwagen für die Alten und Kranken, während alle übrigen marschieren mussten. Kleidung und Verpflegung waren unzureichend. Von den 2500 Personen starben bereits zu Beginn des Abmarsches 126 durch Kälte und Hunger, und während des Marsches weitere 197. Kranke und Erschöpfte, sogar Frauen in den Wehen, wurden getötet. Wer endlich im Reservat angekommen war, wusste von Entbehrungen und Verzweiflung zu berichten. 
Darauf folgende Konvois hatten ähnlich hohe Verluste zu beklagen und einige Diné wurden sogar von Mexikanern oder anderen Indianern entführt und in die Sklaverei verschleppt. Schließlich drängten sich mehr als 9000 Diné, zusätzlich zu 400 Mescalero-Apachen, im Reservat.

## In Bosque Redondo
Diejenigen, die den Langen Marsch überlebt hatten, befanden sich nun auf einem erbärmlichen Streifen alkalischen, sandigen Landes entlang des Pecos Rivers. Die meisten Bäume des runden Wäldchens hatte man gefällt, um das benachbarte Fort Sumner zu erbauen, und außerdem gab es nur unfruchtbares Land. Die Diné hoben Gräben und Löcher im Boden aus, um sich gegen Sonne, Wind und Kälte zu schützen. Das wenige Holz war schnell verfeuert und die Indianer mussten kilometerweit laufen, um Mesquitewurzeln auszugraben, die sie als Feuerholz nutzten. Zudem war das alkalihaltige Wasser des Pecos River fast ungenießbar.
Hunderte von Diné starben während des ersten Jahres in Bosque Redondo. Nach drei Jahren der Missernten, nach fast 1000 Toten und der Flucht vieler verzweifelter Indianer war es offensichtlich, dass Carletons Umsiedlungsaktion gescheitert war, und die Diné forderten immer lauter die Rückkehr in ihre alte Heimat. Die amerikanische Regierung, die 10 Millionen Dollar in das Unternehmen gesteckt hatte, beauftragte General Tecumseh Sherman mit der Untersuchung der Zustände – nicht nur aus Gründen der Menschlichkeit, sondern auch, um Geld zu sparen. Sherman war erschüttert über die Lage der Diné und schickte einen Bericht an General Ulysses S. Grant, der bald Präsident der Vereinigten Staaten werden sollte. Am 1. Juni 1868 unterzeichneten Navajo-Häuptlinge in Fort Sumner einen Vertrag, worin die US-Regierung dem Diné-Volk ein Reservat in seinem alten Land zuteilte und den Überlebenden die Rückkehr bewilligte. Im Gegenzug verpflichteten sie sich, von nun an in Frieden mit den amerikanischen Siedlern zu leben.

## Epilog
So kehrten die Diné in ihre Heimat zurück. Die Hogans waren zerstört und verbrannt, die Obstbäume abgehackt, die Maisfelder verwüstet, das Vieh verschwunden und die Brunnen vergiftet. Die Diné fanden unter diesen Umständen nur langsam zu ihrem alten Lebensrhythmus zurück.
Kit Carson kämpfte 1865 gegen die vereinigten Stämme der Kiowa, Comanche und Cheyenne in der Schlacht von Adobe Walls. Anschließend nahm er seinen Abschied von der Armee, um eine Ranch in Colorado zu bewirtschaften. Er starb am 23. Mai 1868 in Boggsville, Colorado, im Alter von 59 Jahren. James Carleton diente nach dem Bürgerkrieg als Oberstleutnant weiter bei der Armee. Er verfasste mehrere Bücher über militärische Themen und starb im Alter von 58 Jahren am 7. Januar 1873 in San Antonio, Texas.

## Gedenkmarsch 2015
Im Jahr 2015 versammelten sich einige dutzend junge Diné auf eigene Initiative zu vier verschiedenen Gedenkmärschen mit einer Gesamtstrecke von rund 1.000 Meilen im östlichen New Mexico. Diese Aktion sollte erstens an den langen Marsch vor 150 Jahren erinnern und die spirituellen Traditionen wiederbeleben; zweitens als „Journey for Existence“ (Reise für die Existenz) ein Zeichen für das Überleben als Volk setzen; und drittens ein Protestmarsch gegen die heutigen Bedrohungen ihrer Lebensgrundlagen durch Kohle- und Uranabbau, Fracking und anderen Ressourcen-Raubbau sowie gegen die Gewalt an indianischen Frauen in Kanada sein.